# Argulus onodai
Argulus onodai is een visluizensoort uit de familie van de Argulidae. De wetenschappelijke naam van de soort is voor het eerst geldig gepubliceerd in 1936 door Tokioka.